# Karine Coudron
Karine Coudron is een Belgisch voormalig hockeyster.

## levensloop
Coudron was actief bij Royal Uccle THC en Royal White Star. In haar laatste seizoen bij deze club stond ze samen in het damesteam met haar toen 13-jarige dochter Jill.
Daarnaast maakte ze deel uit van de nationale ploeg vanaf de tweede helft van de jaren 70. In deze hoedanigheid nam Coudron onder meer deel aan het wereldkampioenschap van 1976, alwaar ze met de nationale equipe vierdes werd. Ze verzamelde in totaal 82 caps.
Haar moeder Jacqueline Ronsmans en broers Eric en Marc Coudron waren ook actief in het hockey, evenals haar kinderen Jill en Tom Boon.